# Concacaf Champions League 2010/2011
Concacaf Champions League 2010/2011 var den 3:e upplagan av Concacaf Champions League under sitt nya format, totalt 46:e upplagan av den största fotbollstävlingen för klubblag som Concacaf anordnar. Turneringen vanns av Monterrey från Mexiko som i finalmötet besegrade Real Salt Lake från USA.

## Inledande omgång
| Inledande omgång – 16 deltagande klubblag | Inledande omgång – 16 deltagande klubblag | Inledande omgång – 16 deltagande klubblag | Inledande omgång – 16 deltagande klubblag | Inledande omgång – 16 deltagande klubblag |
| ----------------------------------------- | ----------------------------------------- | ----------------------------------------- | ----------------------------------------- | ----------------------------------------- |
| Lag 1                                     | Totalt                                    | Lag 2                                     | Möte 1                                    | Möte 2                                    |
| Fas                                       | 3–1                                       | Xelajú                                    | 1–1                                       | 2–0                                       |
| Brujas                                    | 4–6                                       | Joe Public                                | 2–2                                       | 2–4                                       |
| San Juan Jabloteh                         | 0–6                                       | Santos Laguna                             | 0–1                                       | 0–5                                       |
| San Francisco                             | 2–9                                       | Cruz Azul                                 | 2–3                                       | 0–6                                       |
| Los Angeles Galaxy                        | 3–5                                       | Puerto Rico Islanders                     | 1–4                                       | 2–1                                       |
| Tauro                                     | 2–4                                       | Marathón                                  | 0–3                                       | 2–1                                       |
| Seattle Sounders                          | 2–1                                       | Isidro Metapán                            | 1–0                                       | 1–1                                       |
| Toronto                                   | 3–2                                       | Motagua                                   | 1–0                                       | 2–2                                       |

## Gruppspel

### Grupp A
| Nr | Lag            | S | V | O | F | GM | IM | MS  | P  |
| -- | -------------- | - | - | - | - | -- | -- | --- | -- |
| 1  | Real Salt Lake | 6 | 4 | 1 | 1 | 17 | 11 | +6  | 13 |
| 2  | Cruz Azul      | 6 | 3 | 1 | 2 | 15 | 9  | +6  | 10 |
| 3  | Toronto        | 6 | 2 | 2 | 2 | 5  | 7  | −2  | 8  |
| 4  | Árabe Unido    | 6 | 1 | 0 | 5 | 4  | 14 | −10 | 3  |

| Hemma \ Borta  | Panama | Mexiko | USA | Kanada |
| Árabe Unido    | —      | 0–6    | 2–3 | 1–0    |
| Cruz Azul      | 2–0    | —      | 5–4 | 0–0    |
| Real Salt Lake | 2–1    | 3–1    | —   | 4–1    |
| Toronto        | 1–0    | 2–1    | 1–1 | —      |

### Grupp B
| Nr | Lag           | S | V | O | F | GM | IM | MS  | P  |
| -- | ------------- | - | - | - | - | -- | -- | --- | -- |
| 1  | Santos Laguna | 6 | 4 | 1 | 1 | 19 | 7  | +12 | 13 |
| 2  | Columbus Crew | 6 | 4 | 0 | 2 | 10 | 4  | +6  | 12 |
| 3  | Municipal     | 6 | 2 | 2 | 2 | 9  | 13 | −4  | 8  |
| 4  | Joe Public    | 6 | 0 | 1 | 5 | 7  | 21 | −14 | 1  |

| Hemma \ Borta | USA | Trinidad och Tobago | Guatemala | Mexiko |
| Columbus Crew | —   | 3–0                 | 1–0       | 1–0    |
| Joe Public    | 1–4 | —                   | 2–3       | 2–5    |
| Municipal     | 2–1 | 1–1                 | —         | 2–2    |
| Santos Laguna | 1–0 | 5–1                 | 6–1       | —      |

### Grupp C
| Nr | Lag              | S | V | O | F | GM | IM | MS | P  |
| -- | ---------------- | - | - | - | - | -- | -- | -- | -- |
| 1  | Monterrey        | 6 | 5 | 1 | 0 | 11 | 4  | +7 | 16 |
| 2  | Saprissa         | 6 | 3 | 1 | 2 | 11 | 7  | +4 | 10 |
| 3  | Marathón         | 6 | 2 | 0 | 4 | 5  | 11 | −6 | 6  |
| 4  | Seattle Sounders | 6 | 1 | 0 | 5 | 6  | 11 | −5 | 3  |

| Hemma \ Borta    | Honduras | Mexiko | Costa Rica | USA |
| Marathón         | —        | 0–1    | 2–1        | 2–1 |
| Monterrey        | 2–0      | —      | 1–0        | 3–2 |
| Saprissa         | 4–1      | 2–2    | —          | 2–0 |
| Seattle Sounders | 2–0      | 0–2    | 1–2        | —   |

### Grupp D
| Nr | Lag                   | S | V | O | F | GM | IM | MS  | P  |
| -- | --------------------- | - | - | - | - | -- | -- | --- | -- |
| 1  | Olimpia               | 6 | 4 | 1 | 1 | 12 | 7  | +5  | 13 |
| 2  | Toluca                | 6 | 3 | 1 | 2 | 15 | 5  | +10 | 10 |
| 3  | Puerto Rico Islanders | 6 | 2 | 2 | 2 | 8  | 10 | −2  | 8  |
| 4  | Fas                   | 6 | 0 | 2 | 4 | 2  | 15 | −13 | 2  |

| Hemma \ Borta         | El Salvador | Honduras | Puerto Rico | Mexiko |
| Fas                   | —           | 1–4      | 0–0         | 0–0    |
| Olimpia               | 2–0         | —        | 3–0         | 2–1    |
| Puerto Rico Islanders | 4–1         | 1–1      | —           | 3–2    |
| Toluca                | 5–0         | 4–0      | 3–0         | —      |

## Slutspel

### Slutspelsträd
|  | Kvartsfinaler  | Kvartsfinaler  | Kvartsfinaler | Kvartsfinaler |                |   | Semifinaler | Semifinaler | Semifinaler | Semifinaler |  |  | Final | Final | Final | Final |
|  |                |                |               |               |                |   |             |             |             |             |  |  |       |       |       |       |
|  |                |                |               |               |                |   |             |             |             |             |  |  |       |       |       |       |
|  |                |                |               |               |                |   |             |             |             |             |  |  |       |       |       |       |
|  | Toluca         | 0              | 0             | 0             |                |   |             |             |             |             |  |  |       |       |       |       |
|  | Toluca         | 0              | 0             | 0             |                |   |             |             |             |             |  |  |       |       |       |       |
|  | Monterrey      | 1              | 1             | 2             |                |   |             |             |             |             |  |  |       |       |       |       |
|  | Monterrey      | 1              | 1             | 2             | Monterrey      | 2 | 1           | 3           |             |             |  |  |       |       |       |       |
|  |                |                |               |               | Monterrey      | 2 | 1           | 3           |             |             |  |  |       |       |       |       |
|  |                | Cruz Azul      | 1             | 1             | 2              |   |             |             |             |             |  |  |       |       |       |       |
|  | Cruz Azul      | Cruz Azul      | 1             | 1             | 2              | 2 | 3           | 5           |             |             |  |  |       |       |       |       |
|  | Cruz Azul      |                |               |               |                | 2 | 3           | 5           |             |             |  |  |       |       |       |       |
|  | Santos Laguna  | 0              | 1             | 1             |                |   |             |             |             |             |  |  |       |       |       |       |
|  | Santos Laguna  | 0              | 1             | 1             | Monterrey      | 2 | 1           | 3           |             |             |  |  |       |       |       |       |
|  |                |                |               |               | Monterrey      | 2 | 1           | 3           |             |             |  |  |       |       |       |       |
|  |                | Real Salt Lake | 2             | 0             | 2              |   |             |             |             |             |  |  |       |       |       |       |
|  | Columbus Crew  | Real Salt Lake | 2             | 0             | 2              | 0 | 1           | 1           |             |             |  |  |       |       |       |       |
|  | Columbus Crew  |                |               |               |                | 0 | 1           | 1           |             |             |  |  |       |       |       |       |
|  | Real Salt Lake | 0              | 4             | 4             |                |   |             |             |             |             |  |  |       |       |       |       |
|  | Real Salt Lake | 0              | 4             | 4             | Real Salt Lake | 2 | 1           | 3           |             |             |  |  |       |       |       |       |
|  |                |                |               |               | Real Salt Lake | 2 | 1           | 3           |             |             |  |  |       |       |       |       |
|  |                | Saprissa       | 0             | 2             | 2              |   |             |             |             |             |  |  |       |       |       |       |
|  | Saprissa       | Saprissa       | 0             | 2             | 2              | 1 | 2           | 3           |             |             |  |  |       |       |       |       |
|  | Saprissa       |                |               |               |                | 1 | 2           | 3           |             |             |  |  |       |       |       |       |
|  | Olimpia        | 0              | 1             | 1             |                |   |             |             |             |             |  |  |       |       |       |       |
|  | Olimpia        | 0              | 1             | 1             |                |   |             |             |             |             |  |  |       |       |       |       |

### Kvartsfinaler
| Kvartsfinaler – 8 deltagande klubblag | Kvartsfinaler – 8 deltagande klubblag | Kvartsfinaler – 8 deltagande klubblag | Kvartsfinaler – 8 deltagande klubblag | Kvartsfinaler – 8 deltagande klubblag |
| ------------------------------------- | ------------------------------------- | ------------------------------------- | ------------------------------------- | ------------------------------------- |
| Lag 1                                 | Totalt                                | Lag 2                                 | Möte 1                                | Möte 2                                |
| Toluca                                | 0–2                                   | Monterrey                             | 0–1                                   | 0–1                                   |
| Cruz Azul                             | 5–1                                   | Santos Laguna                         | 2–0                                   | 3–1                                   |
| Columbus Crew                         | 1–4                                   | Real Salt Lake                        | 0–0                                   | 1–4                                   |
| Saprissa                              | 3–1                                   | Olimpia                               | 1–0                                   | 2–1                                   |

### Semifinaler
| Semifinaler – 4 deltagande klubblag | Semifinaler – 4 deltagande klubblag | Semifinaler – 4 deltagande klubblag | Semifinaler – 4 deltagande klubblag | Semifinaler – 4 deltagande klubblag |
| ----------------------------------- | ----------------------------------- | ----------------------------------- | ----------------------------------- | ----------------------------------- |
| Lag 1                               | Totalt                              | Lag 2                               | Möte 1                              | Möte 2                              |
| Real Salt Lake                      | 3–2                                 | Saprissa                            | 2–0                                 | 1–2                                 |
| Monterrey                           | 3–2                                 | Cruz Azul                           | 2–1                                 | 1–1                                 |

### Final
| Final – 2 deltagande klubblag | Final – 2 deltagande klubblag | Final – 2 deltagande klubblag | Final – 2 deltagande klubblag | Final – 2 deltagande klubblag |
| ----------------------------- | ----------------------------- | ----------------------------- | ----------------------------- | ----------------------------- |
| Lag 1                         | Totalt                        | Lag 2                         | Möte 1                        | Möte 2                        |
| Monterrey                     | 3–2                           | Real Salt Lake                | 2–2                           | 1–0                           |